# 佳丽广场
佳丽广场（英語：Galaxy Plaza），又称平安大厦，是武汉市一栋 251-（823-英尺）高的摩天大楼。这栋WMKY Limited设计的61层高的建筑是1997年完工的。有地下两层停车场。
这栋大楼如果算上尖顶是世界上第177高的建筑。